# All the Best: Fun Begins
All the Best: Fun Begins è un film del 2009 diretto da Rohit Shetty.